# Velika Plana
Pour les articles homonymes, voir Velika Plana (homonymie) et Plana.
Velika Plana (en serbe cyrillique : Велика Плана) est une ville et une municipalité de Serbie situées dans le district de Podunavlje. Au recensement de 2011, la ville comptait 16 078 habitants et la municipalité dont elle est le centre 40 578.
La ville de Velika Plana est réputée pour la beauté de ses parcs.

## Géographie
Velika Plana est située sur la rive gauche de la Velika Morava.

## Histoire
Non loin de Velika Plana se trouve le village de Radovanje où Karageorges, le chef du premier soulèvement serbe contre les Turcs fut assassiné sur l’ordre de son rival, le prince Miloš Obrenović.

## Localités de la municipalité de Velika Plana

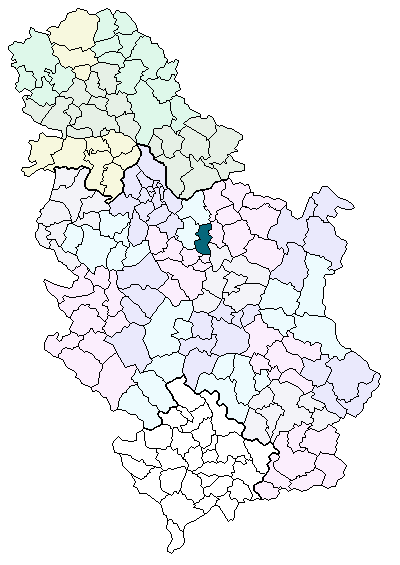
Localisation de la municipalité de Velika Plana en Serbie

La municipalité de Velika Plana compte 13 localités :
- Velika Plana
- Veliko Orašje
- Donja Livadica
- Krnjevo
- Kupusina
- Lozovik
- Markovac
- Miloševac
- Novo Selo
- Radovanje
- Rakinac
- Staro Selo
- Trnovče

Velika Plana est officiellement classée parmi les « localités urbaines » (en serbe : градско насеље et gradsko naselje) ; toutes les autres localités sont considérées comme des « villages » (село/selo).

## Démographie

### Ville

#### Évolution historique de la population dans la ville
| 1948  | 1953  | 1961  | 1971   | 1981   | 1991   | 2002   | 2011   |
| ----- | ----- | ----- | ------ | ------ | ------ | ------ | ------ |
| 7 347 | 8 343 | 9 922 | 12 657 | 16 175 | 17 197 | 16 210 | 16 078 |

## Politique
À la suite des élections locales serbes de 2008, les 41 sièges de l'assemblée municipale de Velika Plana se répartissaient de la manière suivante :
| Parti                                | Sièges |
| ------------------------------------ | ------ |
| Parti démocratique de Serbie         | 13     |
| Parti radical serbe                  | 12     |
| Pour une Serbie européenne           | 9      |
| Parti socialiste de Serbie et alliés | 7      |

Dejan Šulkić, membre du Parti démocratique de Serbie  de l'ancien premier ministre Vojislav Koštunica, a été réélu président (maire) de la municipalité de Velika Plana.

## Économie

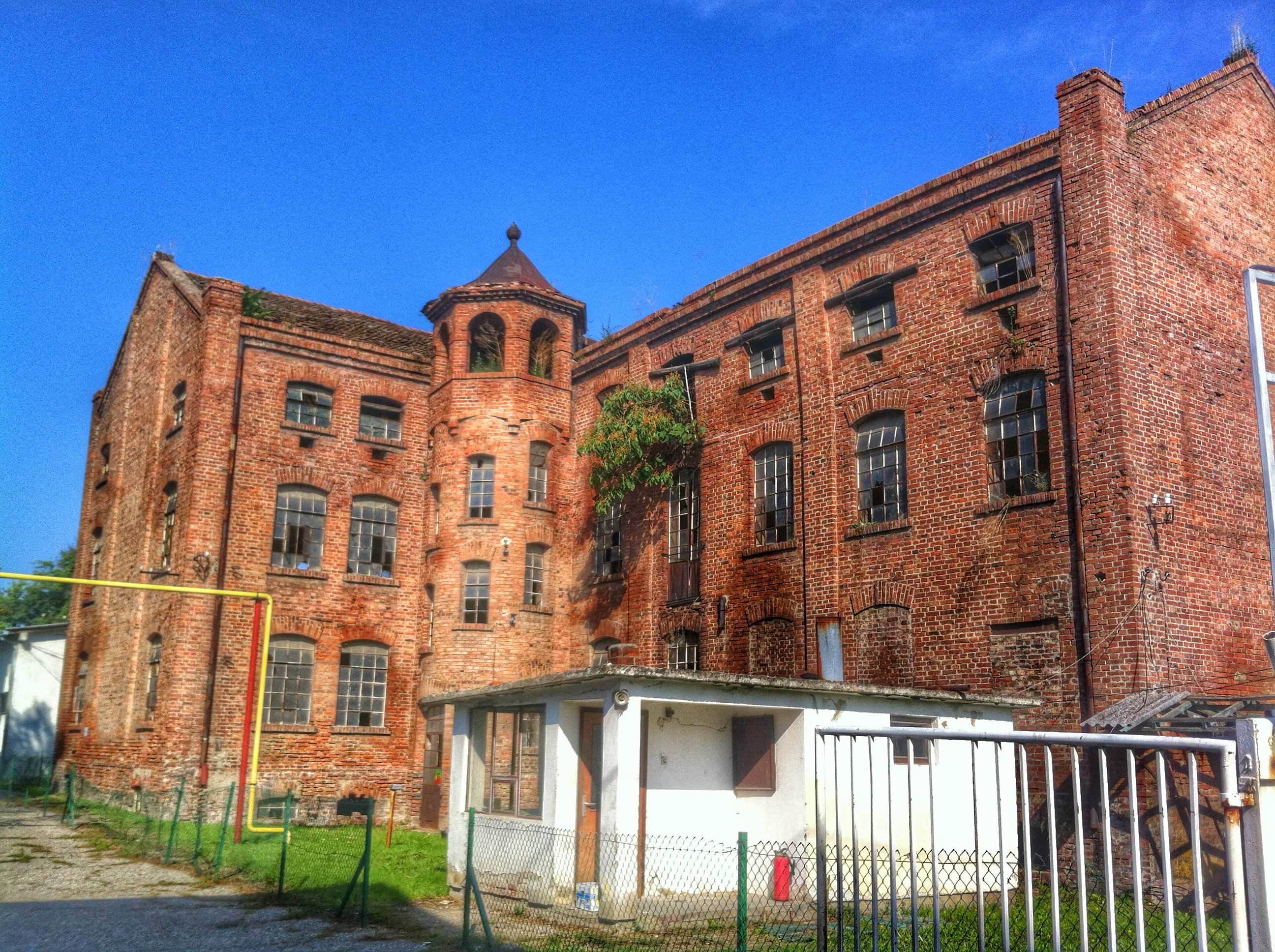
le bâtiment de l'ancien abattoir à Velika Plana

Le commencement de l'industrie à Velika Plana est dans les années 1880s quand les Autrichiens et les Allemands s'interessent au traitement de la production agricole du région. Deux abatoirs, ce pour les volailles, et un autre pour bétail se construisent. Cela augmentera pendant les années 1920s à 1930s dans une grande entreprise de la famille Klefiš (Klefisch) de l'origine allemande et citoyeneté italienne et une autre, propriétaire d'une groupe des Serbes.
Aujourd'hui Velika Plana est le siège de la société Goša montaža, qui propose des équipements pour les centrales thermiques ou hydroélectriques mais aussi des équipements d'exploitation, des équipements pour l'agriculture ou l'industrie pétrolière, des grues ; elle participe également à la construction de ponts, d'installations industrielles et sportives ; parmi sa gamme de produits, on peut citer des vannes, des robinets papillons, des poutrelles, des grilles ou encore des bardages pour les tunnels ou des conduites ; elle propose également des turbines à eau ou à vapeur, des turbocompresseurs, des pompes et des générateurs. Cette entreprise entre dans la composition du BELEXline, l'un des trois indices de la Bourse de Belgrade.

## Tourisme

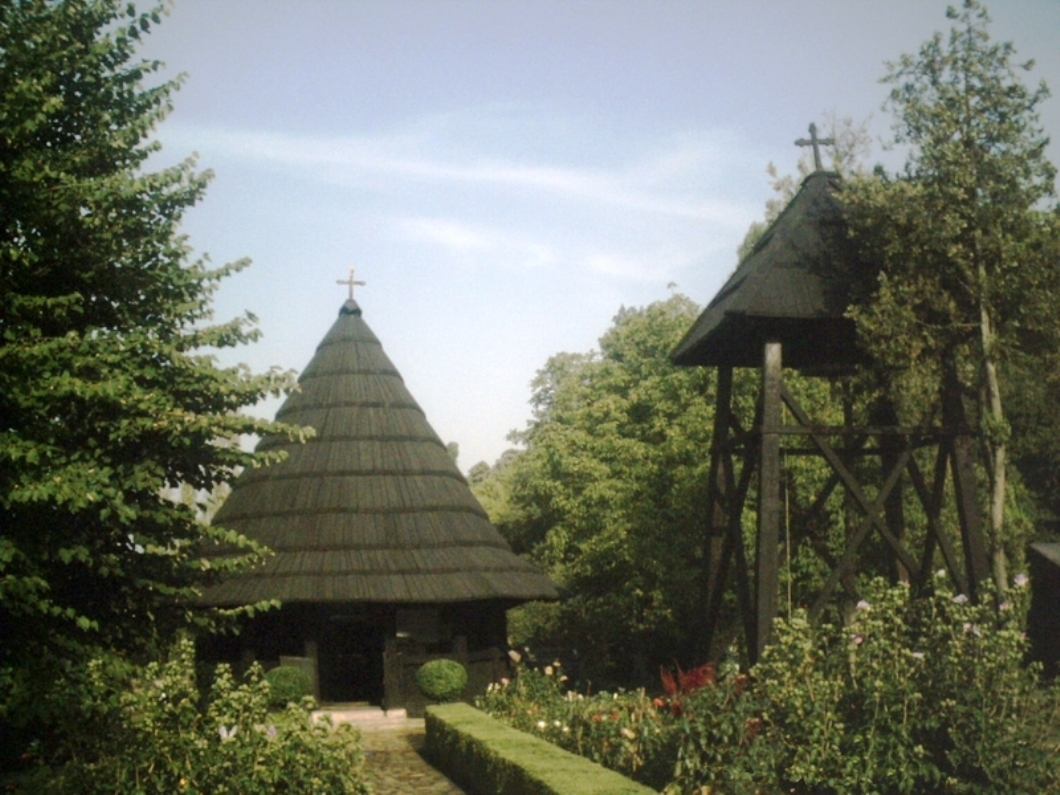
Le monastère de la Contrition

À proximité de Velika Plana se trouve le monastère de Koporin, fondé au milieu du XVe siècle, où est enterré Stefan Lazarević, le fils du prince Lazar. Le site de Radovanjski Lug (en serbe cyrillique : Радовањски Луг) est un mémorial situé sur le territoire du village de Radovanje ; Karađorđe (Karageorges), le chef du Premier soulèvement serbe contre les Ottomans, y fut assassiné le 25 juillet 1817 ; l'emplacement de l'assassinat est marqué d'une plaque de marbre ornée d'une inscription, surmontée d'une grande croix de bois et entourée d'une clôture de fer ; en 1936, l'architecte Vassily Androsov a construit une église mémorielle dédicacée à l'Archange Saint-Gabriel ; en raison de son importance historique, Radovanjski Lug est inscrit sur la liste des sites mémoriels d'importance exceptionnelle de la République de Serbie. Le monastère de la Contrition, situé sur le territoire du village de Staro Selo, a été fondé en 1818 par Vujica Vulićević, en expiation de sa participation au meurtre de Karageorges ; il est lui aussi classé.

## Coopération internationale
- Jumelage :
  -  Budva (Monténégro)[11]
  -  Conselice (Italie)[12]
- Partenariats :
  -  Brežice (Slovénie)
  -  Čazma (Croatie)